# Jelena Nikandrowna Klokatschowa

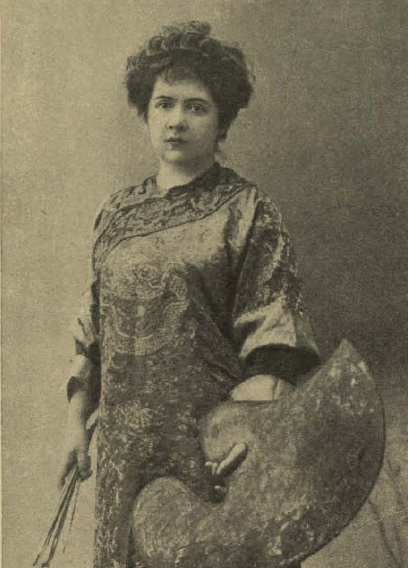
Jelena Nikandrowna Klokatschowa (1907)

Jelena Nikandrowna Klokatschowa (russisch Елена Никандровна Клокачёва; * 13. Novemberjul. / 25. November 1871greg. in St. Petersburg; † 1943) war eine russische bzw. sowjetische Malerin.

## Leben
Klokatschowas Vater, Großvater und Urgroßvater waren Offiziere der Kaiserlich Russischen Marine. Der Ururgroßvater Fedot Klokatschow kommandierte die Schwarzmeerflotte. Sie besuchte in St. Petersburg das von der Pädagogin Marija Nikolajewna Stojunina (Frau des Pädagogen Wladimir Stojunin) 1881 gegründete private Mädchengymnasium.
Nachdem ab 1890 auch Frauen zu den Aufnahmeprüfungen für ein Studium an der Kaiserlichen Akademie der Künste zugelassen wurden, studierte Klokatschowa ab 1891 an der Kaiserlichen Akademie der Künste bei Pawel Tschistjakow bis 1892 und dann bei Pawel Kowalewski. Mit ihr studierten an der Akademie nur Anna Ostroumowa-Lebedewa, Jelisaweta Martynowa, Marija Fjodorowa und 9 weitere Studentinnen. Klokatschowa studierte 1899 in München in Franz von Lenbachs Atelier und in Anton Ažbes Schule. Für ihr Gemälde Zwischen den Zirkus-Kulissen erhielt sie 1901 die Ernennung zur Künstlerin und das Recht, Zeichnen an Bildungseinrichtungen zu unterrichten.
Klokatschowa hielt sich nun in Tunis, Sizilien und Russisch-Turkestan auf, wo ihre vielfältigen Eindrücke Grundlage für ihre Orient-Werke wurden. Einen Roman widmete ihr 1910 die Schriftstellerin Jewdokija Nagrodskaja.
Eines der bekanntesten Werke Klokatschowas ist das 1914 entstandene Porträt Rasputins. Neben den Porträts malte sie Landschaften und Genrebilder.
Während der Leningrader Blockade im Deutschen Angriffskrieg gegen die Sowjetunion hielt sich Klokatschowa außerhalb des Belagerungsrings der Wehrmacht in Pawlowsk auf (von 1918 bis Januar 1944 Sluzk nach der Revolutionärin Wera Sluzkaja). Dort betrieb die Blaue Division der spanischen Freiwilligen ein eigenes Lazarett, dessen  Ärzte teilweise von Klokatschowa porträtiert wurden. Zwei Porträts werden in Spanien von Verwandten der Porträtierten aufbewahrt.

## Werke

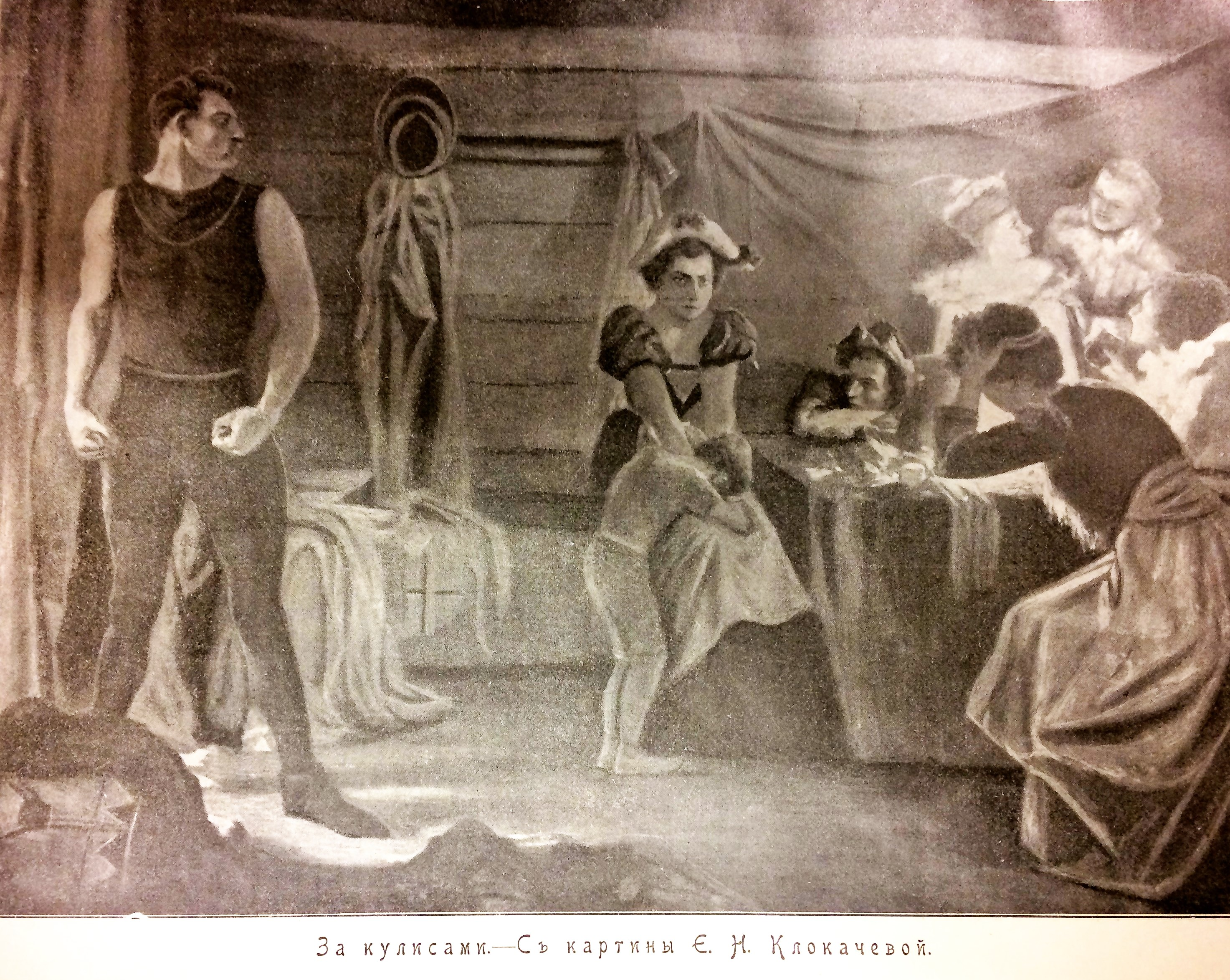
Zwischen den Zirkuskulissen (1901)
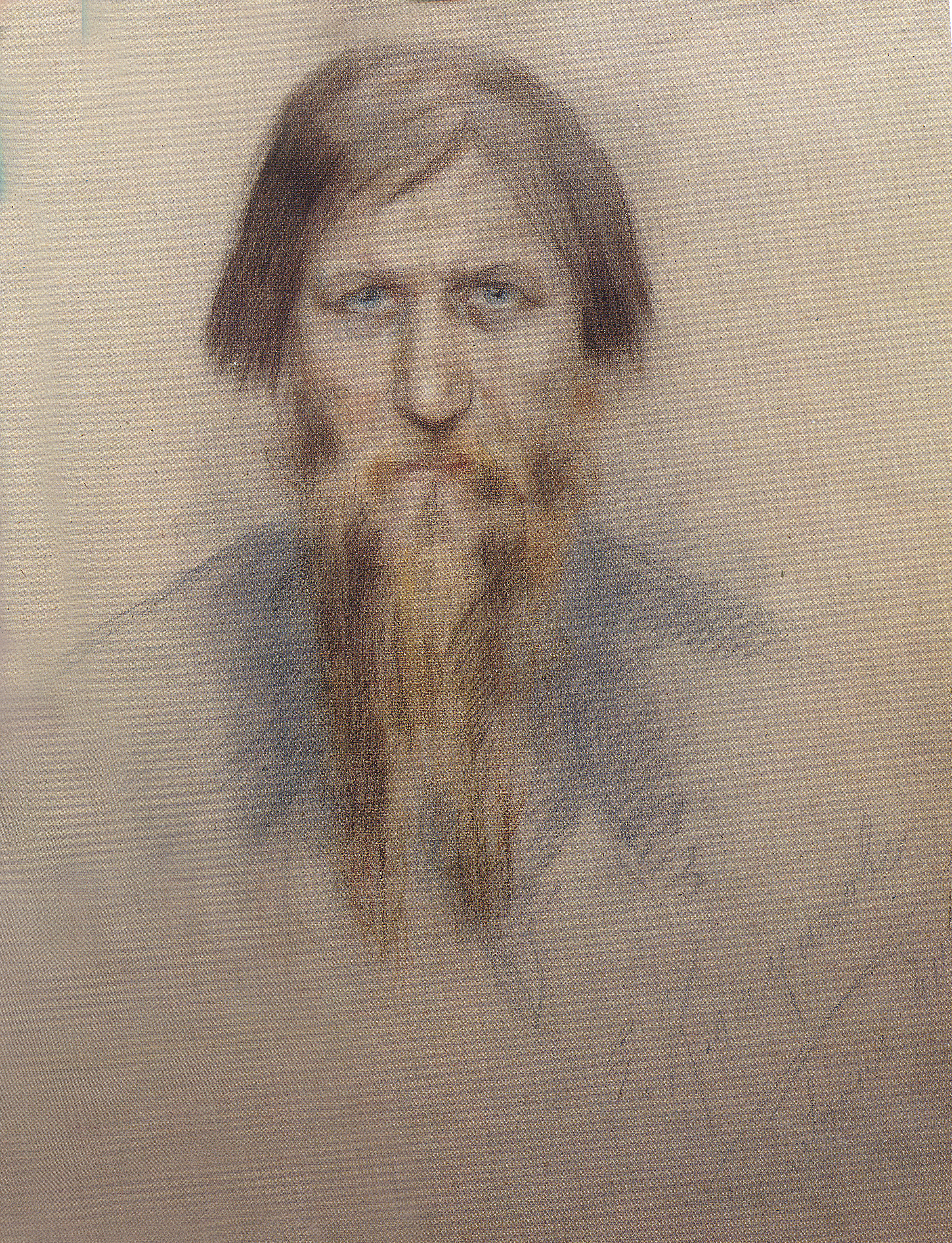
Rasputin (1914)
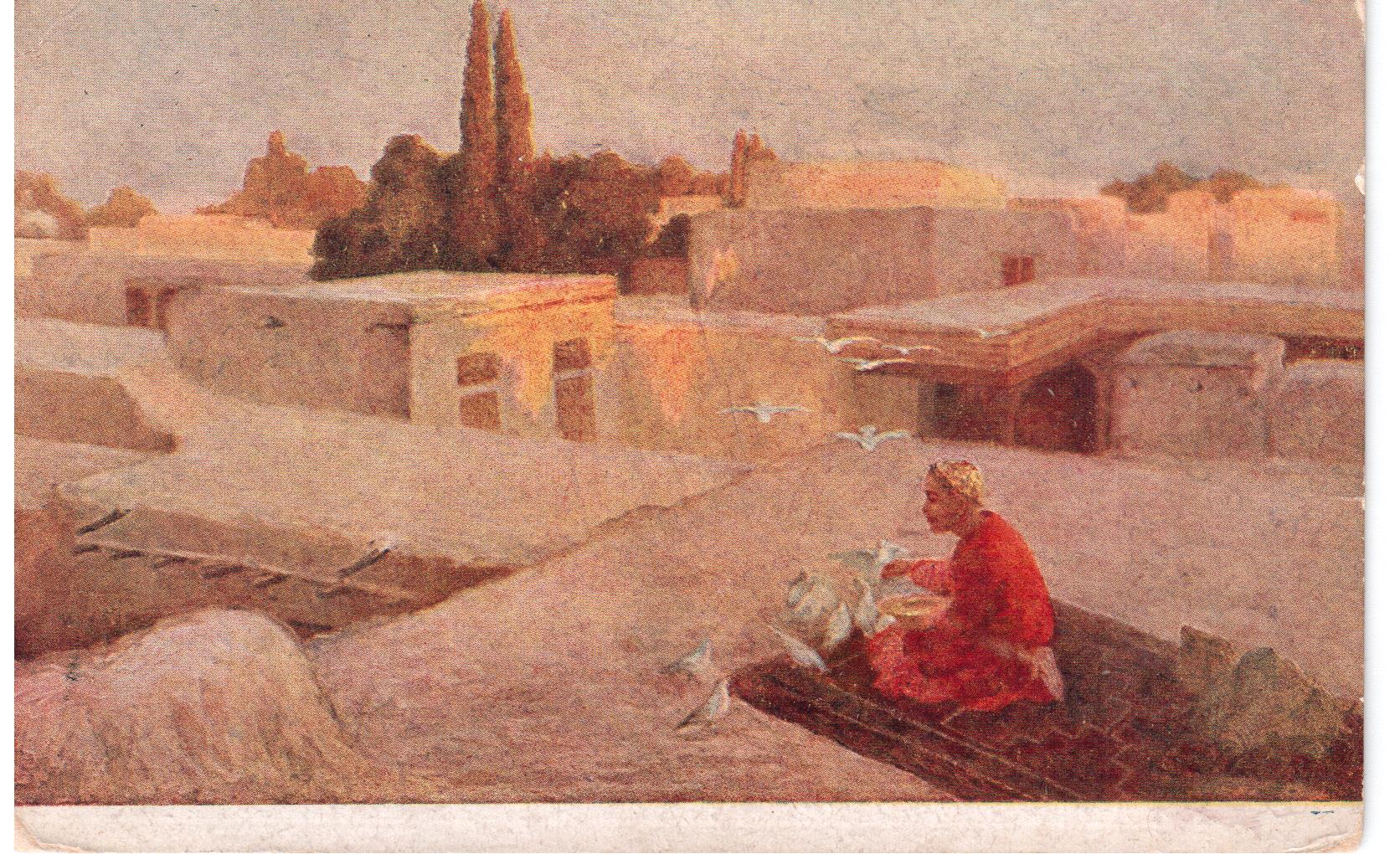
Auf den Dächern von Samarkand (1914)
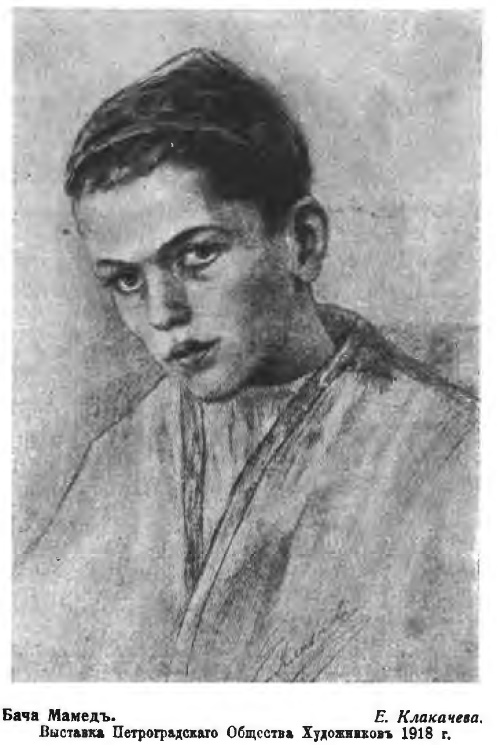
Batscha Mamed (1918)